# Museo casa natale Gabriele D'Annunzio
Il Museo casa natale di Gabriele d'Annunzio si trova in corso Manthoné 116 a Pescara, ed è stato dichiarato monumento nazionale nel 1927.
Dal dicembre 2014 il Ministero per i beni e le attività culturali la gestisce tramite il Polo museale dell'Abruzzo, nel dicembre 2019 divenuto Direzione regionale Musei.

## Storia
L'edificio settecentesco, proprietà della famiglia D'Annunzio a partire dall'800, fu dichiarato monumento nazionale nel 1927.
Dal 1926 Gabriele D'Annunzio incaricò Antonino Liberi del restauro dell'abitazione, al fine di commemorare la madre, Luisa De Benedictis, che vi morì nel 1917. 
Il Liberi lavorò alla ristrutturazione fino al 1928, liberando il piano terra dalle botteghe e conservando la loggia, il cortile, il pozzo, la scuderia e le rimesse. In seguito d'Annunzio si mostrò insoddisfatto dei progetti: era infatti deluso dalla scelta di livellare i tre gradini che permettevano di accedere alla camera padronale, i quali erano invece legati al rispetto e all'adorazione della madre (da lui furono definiti "Tre gradini d'altare" nel Notturno). In seguito, il poeta affidò l'incarico dei restauri a Giancarlo Maroni e solo nel 1933 si arrivò alla ristrutturazione completa.
Nello stesso anno, l'edificio, che fino a quel momento era stato affidato alle cure della custode Marietta Camerlengo, fu acquisito dallo Stato italiano che avviò subito lavori di restauro e di sistemazione che si conclusero nel 1938.
L'edificio subì però dei gravi danni durante i bombardamenti subiti nel corso della seconda guerra mondiale; nuovi interventi sull'abitazione vennero terminati nel 1949.
Una prima esposizione museale venne realizzata nel 1963 dalla "Fondazione d'Annunzio" per la mostra intitolata "L'Abruzzo nella vita e nell'opera di G. d'Annunzio",  e conservata fino al 1993, quando venne organizzato un nuovo percorso espositivo.

## Interno

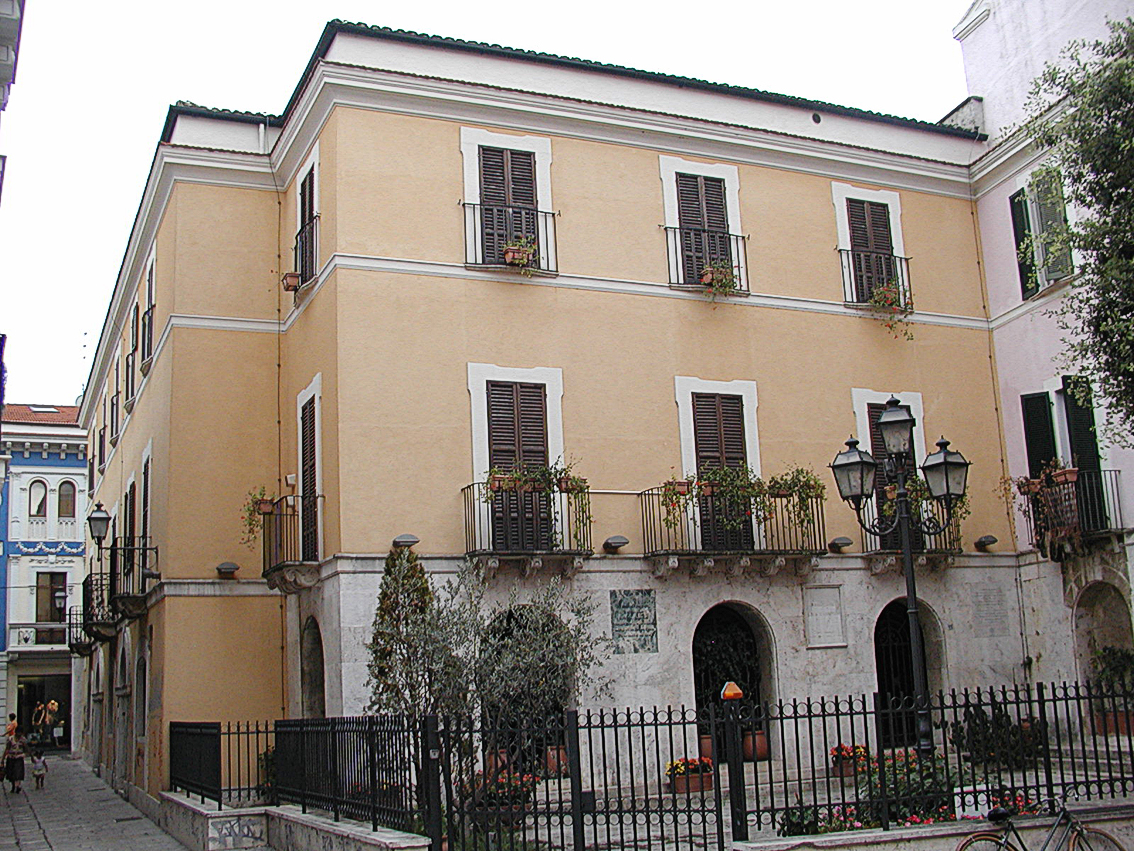
Il cortile posteriore

Il museo, allestito al primo piano della casa natale di Gabriele D'Annunzio, è composto da nove sale e conserva arredi, mobili d'epoca e oggetti dello scrittore e della sua famiglia.

### Ingresso
La stanza è dedicata all'infanzia di D'Annunzio e contiene alcuni pannelli didattici con fotografie e citazioni dalle sue opere, oltre al diploma di licenza liceale del Regio Convitto Cicognini di Prato (1881), al decreto di nomina a Sindaco di Francesco Paolo Rapagnetta-D'Annunzio per il triennio 1879-1881 e all'attestato di cittadinanza onoraria a D'Annunzio da parte del Comune di Chieti in occasione della prima teatrale della "Figlia di Iorio" (1904).

### Sala I
Corrisponde al salotto dell'abitazione.
Vi sono esposte due litografie raffiguranti rispettivamente "Vittorio Emanuele II, Re d'Italia" e "Giuseppe Garibaldi a Marsala", la prima di Pietro Barabino e la seconda di Roberto Focosi; i ritratti dei genitori adottivi di Francesco Paolo Rapagnetta-D'Annunzio ("Anna Giuseppa Lolli" e "Antonio D'Annunzio") e il dipinto Ratto di Proserpina, tutti di anonimo del XIX secolo.

### Sala II
Era lo studio di Francesco Paolo Rapagnetta-D'Annunzio, e contiene un suo ritratto da bambino di anonimo del XIX secolo.
La stanza ospita inoltre il leggio musicale usato dal fratello Antonio, un piatto giapponese del XIX secolo raffigurante un paesaggio con figure, due litografie raffiguranti Torquato Tasso all'ospedale di Sant'Anna a Ferrara e Torquato Tasso alla corte di Francia di Ferdinando de Mattheis, due stampe con S.Sebastiano e S.Giovanni Battista e un dipinto raffigurante La fuga di Enea da Troia in fiamme, di anonimo del XIX secolo.

### Sala III
Corrisponde alla camera di Gabriele e del fratello Antonio.
Vi sono due letti ottocenteschi, sopra cui sono due dipinti ("S. Alfonso Maria de' Liguori" e "La Madonna Immacolata"), un mobile con alzata ed anta a specchio del XVIII secolo e un inginocchiatoio ligneo del XIX secolo, questi ultimi due appartenenti alla famiglia D'Annunzio. Sulla parete un "Cristo portacroce" su vetro.

### Sala IV
Era la camera della zia Marietta, sorella maggiore del padre di D'Annunzio, morta nel 1906. La stanza contiene inoltre la stampa ottocentesca di G. Palmaroli "Madonna delle sette spade", la fotografia di Luisa de Benedictis, madre del D'Annunzio, un dipinto di L. Seccia che ritrae forse Maria Votruba-Heurenova, traduttrice delle opere dannunziane e un cassone in legno intagliato.

### Sala V
Corrisponde alla camera dei genitori di D'Annunzio. Il letto dove D'Annunzio nacque il 12 marzo 1863 venne trafugato negli anni del dopoguerra.
Contiene un dipinto ad acquarello di Michele Cascella, intitolato "La stanza di Luisa d'Annunzio" (1940), le due statuine di stoppa e cartapesta scolpita che raffigurano S. Anna e Maria bambina, del XIX secolo e stampe litografiche dell'800 ("La Cena di S. Gregorio Magno" di Paolo Veronese, una "Madonna Immacolata" di
F. De Matteis e una "Presentazione di Maria al Tempio" di Tiziano Vecellio e la "Sacra Famiglia con S. Giovannino" di Raffaello Sanzio). Inoltre sono custoditi un caldano in ottone e una poltrona, facenti anch'essi parte dell'arredo originario.

### Sala VI
La stanza, un tempo adibita a soggiorno, contiene pannelli didattici con fotografie di Francavilla al Mare, dell'eremo di S. Vito Chietino, dell'abbazia di S. Clemente a Casauria del castello di Casoli, oltre a lettere e citazioni di opere del D'Annunzio. Vi sono inoltre due litografie di Basilio Cascella ("Luisa d'Annunzio" e una riproduzione della "Maddalena penitente" di Tiziano Vecellio) datate rispettivamente 1904 e 1897 e un divano opera di Franco Summa.

### Sala VII
Si tratta di un locale annesso alla cucina, di cui non si conosce, a causa dei successivi interventi di restauro, l'originaria destinazione.
Conserva pannelli didattici relativi allo sviluppo urbanistico della città, alla chiesa di S. Cetteo e alla Cattedrale, alla ricostruzione degli interventi di ristrutturazione dell'abitazione tra il 1926 e il 1938, al matrimonio di Gabriele D'Annunzio con Maria Hardouin (1883) e all'attrice Eleonora Duse.
La stanza inoltre espone nelle vetrine oggetti appartenuti a D'Annunzio. Sulle pareti vi è una raccolta di fotografie e di documenti e il dipinto "Rebecca ed Eliezer al pozzo" di artista ignoto del XVII secolo.

### Sala VIII
Conserva il calco in gesso della mano destra e del volto di D'Annunzio, plasmati direttamente sulla salma, opera di Arrigo Minerbi (1938), pannelli che illustrano la tomba di Luisa d'Annunzio nella Cattedrale di S. Cetteo, sempre del Minerbi e alcune opere di D'Annunzio, con illustrazioni di Adolfo De Carolis, Duilio Cambellotti e Giuseppe Cellini.

### Sala IX
Corrisponde al soggiorno dell'abitazione e ospita pannelli didattici che rievocano i principali episodi della prima guerra mondiale che ebbero a protagonista il D'Annunzio, un pannello dedicato al Vittoriale degli Italiani. Vi sono inoltre esposte due divise da Generale Onorario di Divisione aerea, due berretti da Tenente Colonnello e da Maggiore dei Lancieri di Novara e fotografie d'epoca.